# Viscount Preston
Viscount Preston war ein erblicher britischer Adelstitel, der je einmal in der Peerage of Scotland und in der Peerage of Ireland verliehen wurde.

## Verleihungen
Erstmals wurde der Titel Viscount (of) Preston am 13. Mai 1681 in der Peerage of Scotland für Sir Richard Graham, 3. Baronet, geschaffen, zusammen mit dem nachgeordneten Titel Lord Graham of Esk. Bereits 1658 hatte er von seinem Vater den Titel Baronet, of Esk, geerbt, der am 29. März 1629 in der Baronetage of England seinem Großvater verliehen worden war. Der Viscount- und der Lordtitel erloschen beim kinderlosen Tod seines Enkels, des 3. Viscount, am 23. Februar 1739, während der Baronetttitel an einen entfernten Verwandten fiel und bis heute besteht.
In zweiter Verleihung wurde der Titel Viscount Preston, of Ardsalla in the County of Meath, in der Peerage of Ireland am 3. Oktober 1760 für Peter Ludlow, 1. Baron Ludlow, neu verliehen, als nachgeordneter Titel zum gleichzeitig verliehenen Titel Earl Ludlow. Bereits am 19. Dezember 1755 war ihm in der  Peerage of Ireland der fortan ebenfalls nachgeordnete Titel Baron Ludlow, of Ardsalla in the County of Meath, verliehen worden. Seinem jüngeren Sohn, dem 3. Earl, der General der British Army war, wurde am 10. September 1831 der Titel Baron Ludlow erneut verliehen, diesmal in der Peerage of the United Kingdom. Alle vier Titel erloschen, als dieser 3. Earl am 16. April 1842 kinderlos starb.

## Liste der Viscounts Preston

### Viscounts Preston, erste Verleihung (1681)
- Richard Graham, 1. Viscount Preston (1648–1695)
- Edward Graham, 2. Viscount Preston (1679–1710)
- Charles Graham, 3. Viscount Preston (1706–1739)

### Viscounts Preston, zweite Verleihung (1760)
- Peter Ludlow, 1. Earl Ludlow, 1. Viscount Preston (1730–1803)
- Augustus Ludlow, 2. Earl Ludlow, 2. Viscount Preston (1755–1811)
- George Ludlow, 3. Earl Ludlow, 3. Viscount Preston (1758–1842)